# Ривьера
Ривье́ра (итал. riviera «побережье») — французско-итальянское побережье Лигурийского моря от Канн (иногда относят к западной границе Тулон) на западе до Специи на востоке.
Французская часть вместе с княжеством Монако называется «Лазурный берег» (Ницца, Канны, Марсель, Сан-Тропе), итальянская часть делится на два района: от французской границы до Генуи — Ривьера-ди-Поненте (Сан-Ремо, Империя), от Генуи до Специи — Ривьера-ди-Леванте (Портофино, Рапалло, Портовенере, Чинкве-Терре). Ривьера-ди-Поненте и Ривьера-ди-Леванте составляют Итальянскую Ривьеру.
Ривьера — типичный пример так называемого средиземноморского климата, температура зимних месяцев — +9…+12 °С, летних — +22…+25 °C. Количество солнечных дней в году — от 270 до 300, осадки в основном в виде дождей (особенно в итальянской части), 500—700 мм в год. Протяженность побережья приблизительно 370 километров. Во флоре наблюдается большое количество кустарников, а также участки лесов. Благодаря тёплому и подходящему климату отмечается довольно развитое виноградарство, цветоводство и плодоводство. До Первой мировой войны Ривьера была одним из центров для больных туберкулёзом, после стала популярным курортом.
Также часто «Ривьерой» называют не только итальянскую часть. Кроме того, так называют прибрежные местности с типичным средиземноморским климатом (район Антальи — Турецкая ривьера, Черноморское побережье Кавказа — Кавказская ривьера, Макарска ривьера — в Хорватии, Будванская ривьера — в Черногории, Южный берег Крыма — Крымская Ривьера, район Санта-Барбары — Американская Ривьера, Египетская ривьера на Красном море, Албанская Ривьера на юго-западе Албании и т. д.).